# Macrarene cookeana
Macrarene cookeana is een slakkensoort uit de familie van de Liotiidae. De wetenschappelijke naam van de soort is voor het eerst geldig gepubliceerd in 1918 door Dall.